# Namnlöslandet
Namnlöslandet är en ö i Finland. Den ligger i Finska viken och i kommunen Ingå i den ekonomiska regionen  Raseborg i landskapet Nyland, i den södra delen av landet. Ön ligger omkring 65 kilometer väster om Helsingfors.
Öns area är 4,5 hektar och dess största längd är 280 meter i öst-västlig riktning.